# 5-HT1B receptor
 receptor (5-hidroksitriptaminski receptor 1B) je protein koji je kod ljudi kodiran  genom.  receptor je tip 5-HT receptora.

## Distribucija u tkivu i funkcija
receptor deluje na CNS, gde indukuje presinaptičku inhibiciju i utiče na ponašanje. On takođe ima vaskularne efekte, kao što je pulmonarna vazokonstrikcija.
Blokiranje  receptora povećava broj osteoblasta, koštanu masu, i brzinu formiranja kostiju.

## Ligandi
- ergotamin (vazokonstriktor kod migrene)
- sumatriptan (vazokonstriktorkod migrene)
- zolmitriptan
- 5-Karboksamidotriptamin
- (periferno delujući)
- (mešoviti  agonist)
- (mešoviti  agonist)

### Antagonisti i inverzni agonisti
- metiotepin (antipsihotik)
- johimbin (afrodizijak)
- metergolin
- izamoltan
- [5]
- (inverzni agonist)[6]
- (inverzni agonist)[7]

## Genetika
Ovaj protein je kod ljudi kodiran  genom.
Genetička varijanta u promotorskom regionu, A-161T, je bila ispitana u pogledu inpakta na crte ličnosti, i utvrđeno je da nema uticaja.

## Literatura
1. ↑  Jin H, Oksenberg D, Ashkenazi A, Peroutka SJ, Duncan AM, Rozmahel R, Yang Y, Mengod G, Palacios JM, O'Dowd BF (1992). „Characterization of the human 5-hydroxytryptamine1B receptor”. J. Biol. Chem. 267 (9): 5735—8. PMID 1348246.
2. ↑  Sanders AR, Cao Q, Taylor J, Levin TE, Badner JA, Cravchik A, Comeron JM, Naruya S, Del Rosario A, Salvi DA, Walczyk KA, Mowry BJ, Levinson DF, Crowe RR, Silverman JM, Gejman PV (2001). „Genetic diversity of the human serotonin receptor 1B (HTR1B) gene”. Genomics. 72 (1): 1—14. PMID 11247661. doi:10.1006/geno.2000.6411.
3. ↑  „Entrez Gene: HTR1B 5-hydroxytryptamine (serotonin) receptor 1B”.
4. ↑  Yadav VK, Ryu JH, Suda N, Tanaka KF, Gingrich JA, Schütz G, Glorieux FH, Chiang CY, Zajac JD, Insogna KL, Mann JJ, Hen R, Ducy P, Karsenty G (2008). „Lrp5 controls bone formation by inhibiting serotonin synthesis in the duodenum”. Cell. 135 (5): 825—37. PMC 2614332 . PMID 19041748. doi:10.1016/j.cell.2008.09.059. Генерални сажетак – medpagetoday.com.
5. ↑  Hudzik, TJ; Yanek, M; Porrey, T; Evenden, J; Paronis, C; Mastrangelo, M; Ryan, C; Ross, S; Stenfors, C (2003). „Behavioral pharmacology of AR-A000002, a novel, selective 5-hydroxytryptamine(1B) antagonist.”. The Journal of pharmacology and experimental therapeutics. 304 (3): 1072—84. PMID 12604684. doi:10.1124/jpet.102.045468.
6. ↑  Selkirk, JV; Scott, C; Ho, M; Burton, MJ; Watson, J; Gaster, LM; Collin, L; Jones, BJ; Middlemiss, DN (1998). „SB-224289--a novel selective (human) 5-HT1B receptor antagonist with negative intrinsic activity.”. British journal of pharmacology. 125 (1): 202—8. PMC 1565605 . PMID 9776361. doi:10.1038/sj.bjp.0702059.
7. ↑  Roberts, C; Watson, J; Price, GW; Middlemiss, DN (2001). „SB-236057-A: a selective 5-HT1B receptor inverse agonist.”. CNS drug reviews. 7 (4): 433—44. PMID 11830759.
8. ↑  Tsai SJ, Wang YC, Chen JY, Hong CJ (2003). „Allelic variants of the tryptophan hydroxylase (A218C) and serotonin 1B receptor (A-161T) and personality traits”. Neuropsychobiology. 48 (2): 68—71. PMID 14504413. doi:10.1159/000072879.

## Dodatna literatura
- Olivier B, van Oorschot R (2006). „5-HT1B receptors and aggression: a review.”. Eur. J. Pharmacol. 526 (1–3): 207—17. PMID 16310769. doi:10.1016/j.ejphar.2005.09.066.
- Hamblin MW, Metcalf MA, McGuffin RW, Karpells S (1992). „Molecular cloning and functional characterization of a human 5-HT1B serotonin receptor: a homologue of the rat 5-HT1B receptor with 5-HT1D-like pharmacological specificity”. Biochem. Biophys. Res. Commun. 184 (2): 752—9. PMID 1315531. doi:10.1016/0006-291X(92)90654-4.
- Veldman SA, Bienkowski MJ (1992). „Cloning and pharmacological characterization of a novel human 5-hydroxytryptamine1D receptor subtype”. Mol. Pharmacol. 42 (3): 439—44. PMID 1328844.
- Demchyshyn L; Sunahara RK; Miller K;  . (1992). „A human serotonin 1D receptor variant (5HT1D beta) encoded by an intronless gene on chromosome 6”. Proc. Natl. Acad. Sci. U.S.A. 89 (12): 5522—6. PMC 49324 . PMID 1351684. doi:10.1073/pnas.89.12.5522.
- Levy FO; Gudermann T; Perez-Reyes E;  . (1992). „Molecular cloning of a human serotonin receptor (S12) with a pharmacological profile resembling that of the 5-HT1D subtype”. J. Biol. Chem. 267 (11): 7553—62. PMID 1559993.
- Weinshank RL; Zgombick JM; Macchi MJ;  . (1992). „Human serotonin 1D receptor is encoded by a subfamily of two distinct genes: 5-HT1D alpha and 5-HT1D beta”. Proc. Natl. Acad. Sci. U.S.A. 89 (8): 3630—4. PMC 48922 . PMID 1565658. doi:10.1073/pnas.89.8.3630.
- Mochizuki D; Yuyama Y; Tsujita R;  . (1992). „Cloning and expression of the human 5-HT1B-type receptor gene”. Biochem. Biophys. Res. Commun. 185 (2): 517—23. PMID 1610347. doi:10.1016/0006-291X(92)91655-A.
- Nöthen MM, Erdmann J, Shimron-Abarbanell D, Propping P (1995). „Identification of genetic variation in the human serotonin 1D beta receptor gene”. Biochem. Biophys. Res. Commun. 205 (2): 1194—200. PMID 7802650. doi:10.1006/bbrc.1994.2792.
- Ng GY; George SR; Zastawny RL;  . (1993). „Human serotonin1B receptor expression in Sf9 cells: phosphorylation, palmitoylation, and adenylyl cyclase inhibition”. Biochemistry. 32 (43): 11727—33. PMID 8218242. doi:10.1021/bi00094a032.
- Bouchelet I; Cohen Z; Case B;  . (1996). „Differential expression of sumatriptan-sensitive 5-hydroxytryptamine receptors in human trigeminal ganglia and cerebral blood vessels”. Mol. Pharmacol. 50 (2): 219—23. PMID 8700126.
- Varnäs K, Hall H, Bonaventure P, Sedvall G (2001). „Autoradiographic mapping of 5-HT(1B) and 5-HT(1D) receptors in the post mortem human brain using [(3)H]GR 125743”. Brain Res. 915 (1): 47—57. PMID 11578619. doi:10.1016/S0006-8993(01)02823-2.
- Salim K; Fenton T; Bacha J;  . (2002). „Oligomerization of G-protein-coupled receptors shown by selective co-immunoprecipitation”. J. Biol. Chem. 277 (18): 15482—5. PMID 11854302. doi:10.1074/jbc.M201539200.
- Hasegawa Y, Higuchi S, Matsushita S, Miyaoka H (2002). „Association of a polymorphism of the serotonin 1B receptor gene and alcohol dependence with inactive aldehyde dehydrogenase-2”. Journal of neural transmission (Vienna, Austria : 1996). 109 (4): 513—21. PMID 11956970. doi:10.1007/s007020200042.
- Hawi Z; Dring M; Kirley A;  . (2003). „Serotonergic system and attention deficit hyperactivity disorder (ADHD): a potential susceptibility locus at the 5-HT(1B) receptor gene in 273 nuclear families from a multi-centre sample”. Mol. Psychiatry. 7 (7): 718—25. PMID 12192616. doi:10.1038/sj.mp.4001048.
- Strausberg RL; Feingold EA; Grouse LH;  . (2003). „Generation and initial analysis of more than 15,000 full-length human and mouse cDNA sequences”. Proc. Natl. Acad. Sci. U.S.A. 99 (26): 16899—903. PMC 139241 . PMID 12477932. doi:10.1073/pnas.242603899.
- Huang YY; Oquendo MA; Friedman JM;  . (2003). „Substance abuse disorder and major depression are associated with the human 5-HT1B receptor gene (HTR1B) G861C polymorphism”. Neuropsychopharmacology. 28 (1): 163—9. PMID 12496953. doi:10.1038/sj.npp.1300000.
- Quist JF; Barr CL; Schachar R;  . (2003). „The serotonin 5-HT1B receptor gene and attention deficit hyperactivity disorder”. Mol. Psychiatry. 8 (1): 98—102. PMID 12556913. doi:10.1038/sj.mp.4001244.
- Sinha R, Cloninger CR, Parsian A (2003). „Linkage disequilibrium and haplotype analysis between serotonin receptor 1B gene variations and subtypes of alcoholism”. Am. J. Med. Genet. B Neuropsychiatr. Genet. 121 (1): 83—8. PMID 12898580. doi:10.1002/ajmg.b.20064.

## Spoljašnje veze
- „5-HT1B”. IUPHAR Database of Receptors and Ion Channels. International Union of Basic and Clinical Pharmacology. Архивирано из оригинала 04. 03. 2016. г.